# Hipparchia orphnia
Hipparchia orphnia är en fjärilsart som beskrevs av Hans Fruhstorfer 1903. Hipparchia orphnia ingår i släktet Hipparchia och familjen praktfjärilar. Inga underarter finns listade i Catalogue of Life.